# Zonnebeke
Zonnebeke est une commune néerlandophone de Belgique située en Région flamande dans la province de Flandre-Occidentale. Elle compte près de 12 700 habitants.
Zandvoorde, une section de Zonnebeke, est le village d'origine de la famille de Jacques Brel.

## Géographie

### Sections de la commune
La commune de Zonnebeke est composée des cinq sections suivantes:
| # | Section         | Superf. (km²) | Habitants (2020) | Habitants par km² | Code INS |
| - | --------------- | ------------- | ---------------- | ----------------- | -------- |
| 1 | Zonnebeke (I)   | 16,57         | 4.646            | 280               | 33037A   |
| 2 | Passendale (IV) | 22,51         | 3.088            | 137               | 33037B   |
| 3 | Beselare (II)   | 14,40         | 2.659            | 185               | 33037C   |
| 4 | Geluveld (III)  | 7,88          | 1.631            | 207               | 33037D   |
| 5 | Zandvoorde (V)  | 6,74          | 474              | 70                | 33037E   |

### Carte

Zonnebeke, sections et communes voisines. Les zones jaunes sont les agglomérations.

### Commune limitrophes
- a. Moorslede (commune de Moorslede) et le village de Slypskapelle
- b. Dadizele  (commune de Moorslede)
- c. Geluwe (commune de Wervicq)
- d. Wervicq (commune de Wervik) et le village de Kruiseke
- e. Comines (commune de Comines-Warneton) et le village de Ten-Brielen
- f. Houthem (commune de Comines-Warneton)
- g. Hollebeke (commune d'Ypres)
- h. Zillebeke (commune d'Ypres)
- i. Ypres (commune d'Ypres)
- j. Langemark (commune de Langemark-Poelkapelle)
- k. Poelcappelle (commune de Langemark-Poelkapelle)
- l. Westrozebeke (commune de Staden)
- m. Oostnieuwkerke (commune de Staden)
- n. Roulers (commune de Roulers)

## Histoire de Zonnebeke
Jacques de Vooght est seigneur de Zonebecq (sans doute Zonnebeke) vers le milieu du XVIIe siècle. Il a pour femme Anne de la Cauchie.
Charles-Jacques de Vooght, fils de Jacques, succède à son père dans la seigneurie. Il prend pour épouse à Lille le 24 octobre 1679 Marie-Élisabeth Obert (1637-1702). L'époux meurt avant décembre 1683. Fille de François Obert, écuyer fait chevalier par lettres du 14 septembre 1648, seigneur du Breucq, et de Marie de Seur, l'épouse baptisée à Lille le 27 mai 1637 meurt le 17 décembre 1702, à 65 ans.

Le Combat de Zonnebeke, le 25 octobre 1798, lors de la guerre des Paysans.
Le village de Zonnebeke a été totalement détruit pendant la Première Guerre mondiale. C'est sur son territoire qu'eut lieu la bataille de Passchendaele.
L'architecte et urbaniste Huib Hoste (1881-1957) a joué un rôle important dans la reconstruction du village : il a, entre autres, dessiné les plans de la nouvelle église Notre-Dame (première église moderne en Belgique).
La commune de Zonnebeke compte plusieurs cimetières britanniques parmi lesquels Polygon Wood et Tyne Cot (le plus grand cimetière militaire britannique sur le continent).

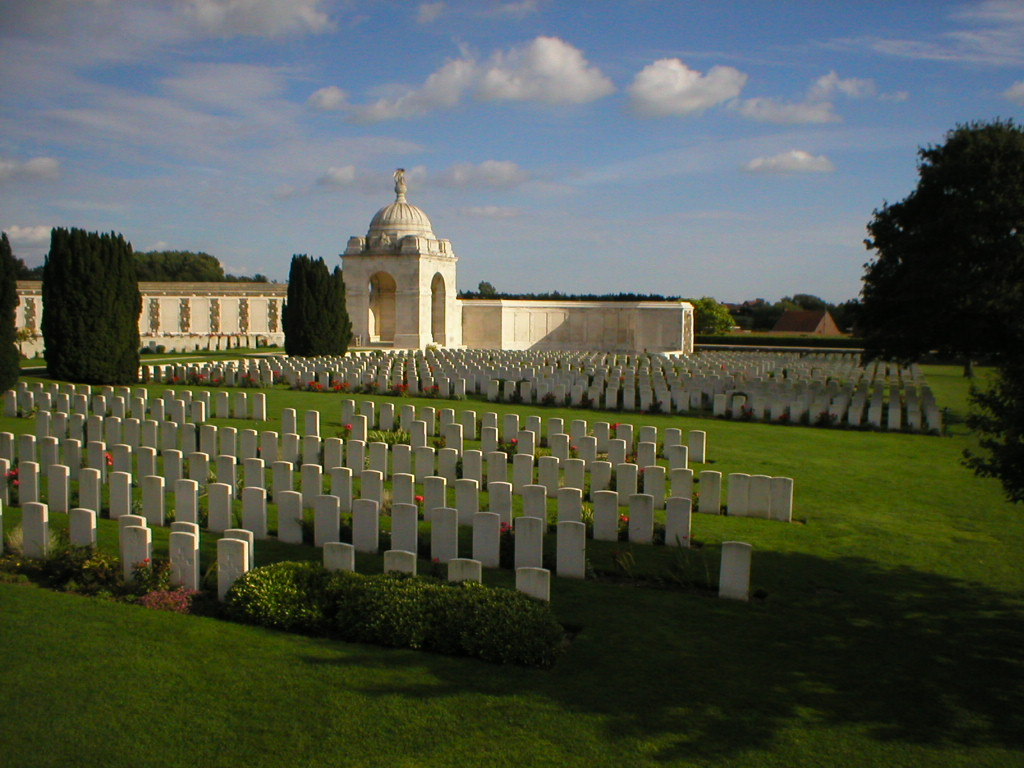
Tyne Cot

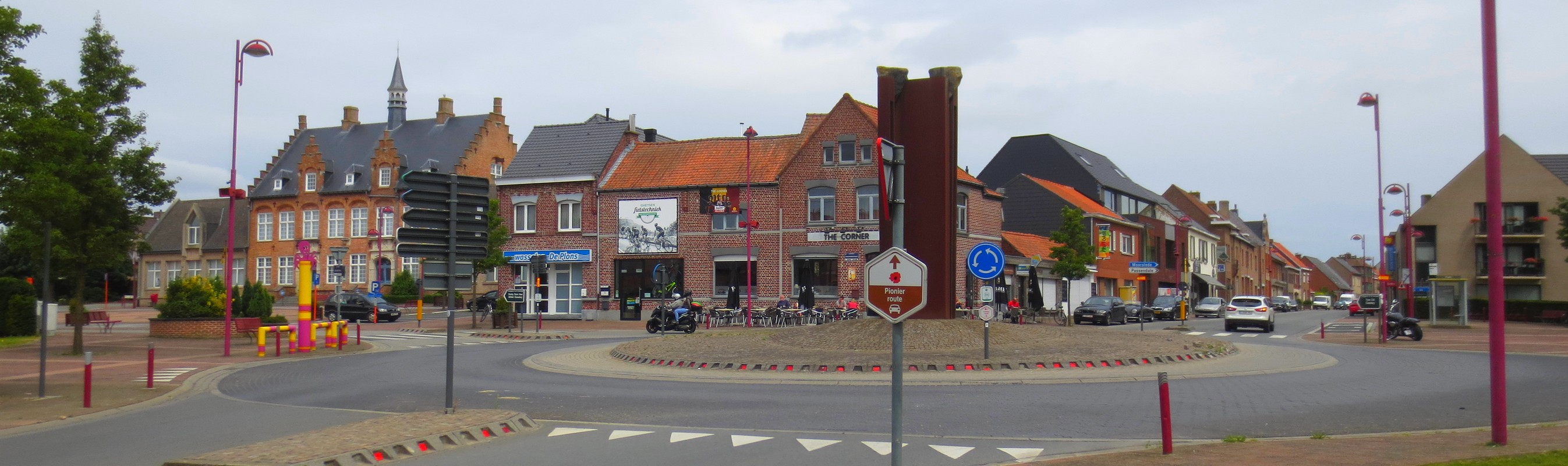
Zonnebeke

## Héraldique
|  | La commune possède des armoiries qui lui ont été octroyées le 30 mai 1953 et à nouveau le 5 octobre 1988. Le soleil dans les armoiries est un meuble, zon se traduisant par « soleil » en français. Ces armoiries sont basées sur les celles de l'ancienne abbaye de Zonnebeke qui montraient un soleil levant d'un ruisseau vert, beek se traduisant par « ruisseau » en français et les lettres BK en rouge. Les lettres BK forment la dernière partie du nom, "Zon" et "BK". L'abbaye a possédé et a gouverné le village de 1112 à 1799. Les armoiries apparaissaient sur des sceaux locaux de la fin du XVIIIe siècle. Blasonnement : De gueules à un soleil avec 28 rayons d'or ; bouclier de cœur : en majuscule les lettres majuscules BK d'or ; le bouclier en forme de cœur est surmonté d'une mitre et à sénestre d'une boucle en forme de tige incurvée, toutes deux en argent.(Traduction libre Source du blasonnement : Heraldy of the World. |

## Démographie

### Évolution démographique: Avant la fusion des communes
- Sources : INS, Rem. : 1831 jusqu'en 1970 = recensements, 1976 = nombre d'habitants au 31 décembre[4].

### Évolution démographique de la commune fusionnée
- Source: DGS , de 1831 à 1981=recensements population; à partir de 1990 = nombre d'habitants chaque 1 janvier[5]

## Jumelages
- Éperlecques (France)